# Il quarantunesimo
Il quarantunesimo (Sorok pervyj; Сорок первый) è un film del 1956 diretto da Grigorij Naumovič Čuchraj.

## Trama
Durante la rivoluzione russa, un gruppo di bolscevichi attraversa il deserto del Karakum in direzione del lago d’Aral. La soldatessa Maria, nota per avere ucciso quaranta soldati zaristi grazie alla sua mira prodigiosa, fallisce tuttavia il colpo diretto contro il tenente menscevico Vadim, che le viene affidato in custodia. L’attrazione che Maria prova per l’affascinante prigioniero non passa inosservata. Quando la colonna giunge al lago d’Aral, Maria e Vadim vengono fatti salire a bordo di un'imbarcazione che viene travolta da una tempesta, ma riescono a trovare scampo su un’isola. Vadim ha la febbre alta e Maria lo cura amorevolmente.
A dispetto degli opposti schieramenti politici, fra i due nasce un sentimento autentico, tuttavia messo duramente alla prova da estenuanti discussioni su temi legati alle rispettive ideologie. Quando all’isola approda una nave menscevica, Vadim non resiste all’impulso di accorrere verso di essa, inducendo Maria a commettere un gesto irreparabile.

## Distribuzione
È stato selezionato in concorso al Festival di Cannes 1957, aggiudicandosi un premio speciale per la miglior sceneggiatura.